# Travon Walker
Yury Travon Walker (Thomaston, Georgia, 18 de diciembre de 2000) más conocido como Travon Walker, es un jugador profesional estadounidense de fútbol americano, se desempeña en la posición de linebacker en Jacksonville Jaguars, en la National Football League (NFL).

## Carrera
Fue seleccionado en la Reunión Anual de Selección de Jugadores de la NFL de 2022. Hizo su debut profesional con el equipo Jacksonville Jaguars, lleva jugando dos temporadas.